# تروشچینی
تروشچینی (به لاتین: Truszczyny) یک منطقهٔ مسکونی در لهستان است که در Gmina Rybno, Warmian-Masurian Voivodeship واقع شده‌است.